# Christian Alfred Giesecke
Christian Alfred Giesecke (* 16. April 1868 in Leipzig; † 16. November 1945 in Friedrichroda) war ein deutscher Verleger.

## Leben
Giesecke wurde als Sohn von Bruno Giesecke in Leipzig geboren. Mütterlicherseits ist er ein Urenkel von Benedictus Gotthelf Teubner. Er lernte an der Thomasschule zu Leipzig, studierte klassische Philologie und promovierte 1891 an der Universität Leipzig zum Dr. phil. Seit 1892 führte er über fünf Jahrzehnte, zunächst gemeinsam mit seinem Vetter Alfred Ackermann-Teubner, später mit seinem Bruder Konrad Giesecke und seinem Neffen Martin Giesecke den B. G. Teubner Verlag in Leipzig. Seit 1931 war er Aufsichtsratsvorsitzender der Giesecke & Devrient AG.

## Wirken
Als Verleger widmete er sich in besonderer Weise dem Fachgebiet der Antike. Die über 900 Bände zählende Bibliotheca Teubneriana wurde unter seiner Leitung ebenso ausgebaut wie die von fünf wissenschaftlichen Akademien herausgegebene Reihe Thesaurus Linguae Latina. Mit beiden Projekten erreichte er höchste wissenschaftliche Anerkennung in aller Welt. Daneben edierte er zahlreiche Einzelveröffentlichungen bedeutender Vertreter des klassischen Altertums.
Unter großen finanziellen Opfern ermöglichte Giesecke die Herausgabe der wissenschaftlichen Periodika Archiv für Papyrusforschung und Byzantinische Zeitschrift.
Ein zweites großes Interessengebiet Gieseckes waren die Geisteswissenschaften, insbesondere Philosophie, Pädagogik, Religionswissenschaft und Germanistik. Unter seiner Ägide erschienen bei Teubner die gesammelten Werke bedeutender Gelehrter wie Wilhelm Dilthey und richtungsweisender Pädagogen wie Hugo Gaudig, Georg Kerschensteiner und Theodor Litt.
Nach dem frühzeitigen Tod seines Bruders Konrad wurden durch ihn auch die mathematisch-naturwissenschaftlich-technischen Fachgebiete in die Verlagsarbeit einbezogen. Mit Sammelwerken und Reihen wie der Enzyklopädie der Mathematik, den Werkenausgaben des norwegischen Mathematikers Sophus Lie oder des Schweizers Leonhard Euler erwarb sich Giesecke als Verleger auch auf diesem Terrain in der Fachwelt schnell einen Namen.
Die Universalgelehrtheit Gieseckes spiegelte sich in der Herausgabe der 30 Bände umfassenden Die Kultur der Gegenwart wider. In diesem Sammelwerk würdigen erstrangige Wissenschaftler der Zeit in historisch-systematischer Darlegung die moderne Kulturarbeit auf allen Gebieten in der gesamten Welt. Durch die Auswirkungen des Ersten Weltkrieges blieb diese Ausgabe allerdings unvollständig.
Mit der Millionenauflage erreichenden Reihe Aus der Natur und Geisteswelt gelang es Giesecke, die Arbeit der wissenschaftlichen Forschung populär zu machen.
Große Verdienste um die Volksbildung erwarb sich Giesecke zudem durch den Auf- und Ausbau der Schulbuchsparte für alle Fächer und Bildungsstufen.
Der innere Ausbau des Verlages wurde geprägt durch die von ihm eingerichteten wissenschaftlichen Fachredaktionen, ohne die die enorme verlegerische Tätigkeit nicht zu bewältigen gewesen wäre.
In der nunmehr 200-jährigen Geschichte des Verlagshauses Teubner zählt Alfred Giesecke neben dem Gründer B. G. Teubner zur wichtigsten und prägendsten Persönlichkeit.